# مگان اسکندر
مگان اسکندر (انگلیسی: Megan Alexander؛ زادهٔ ۱۱ نوامبر ۱۹۹۳) بازیکن فوتبال اهل بریتانیا است.
از باشگاه‌هایی که در آن بازی کرده‌است می‌توان به باشگاه فوتبال زنان لیورپول و باشگاه فوتبال زنان اورتون اشاره کرد.
وی همچنین در تیم ملی فوتبال England U-17 بازی کرده‌است.